# یوئسو، شهرستان پارنو
یوئسو (به لاتین: Jõesuu) یک روستا در استونی است که در دهستان توری واقع شده‌است. یوئسو ۳۸۹ نفر جمعیت دارد.

## نگارخانه

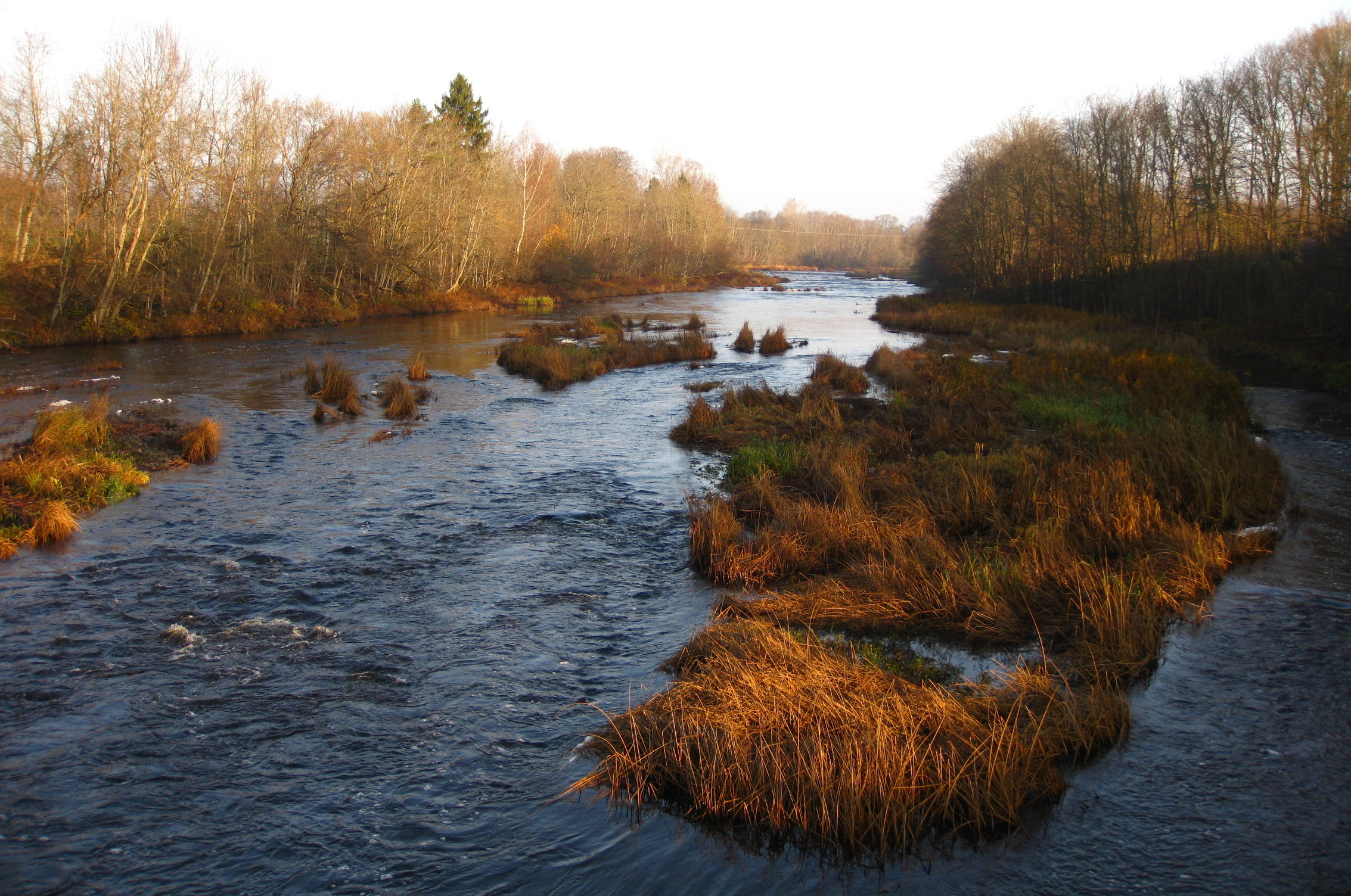
رود پارنو در یوئسو.
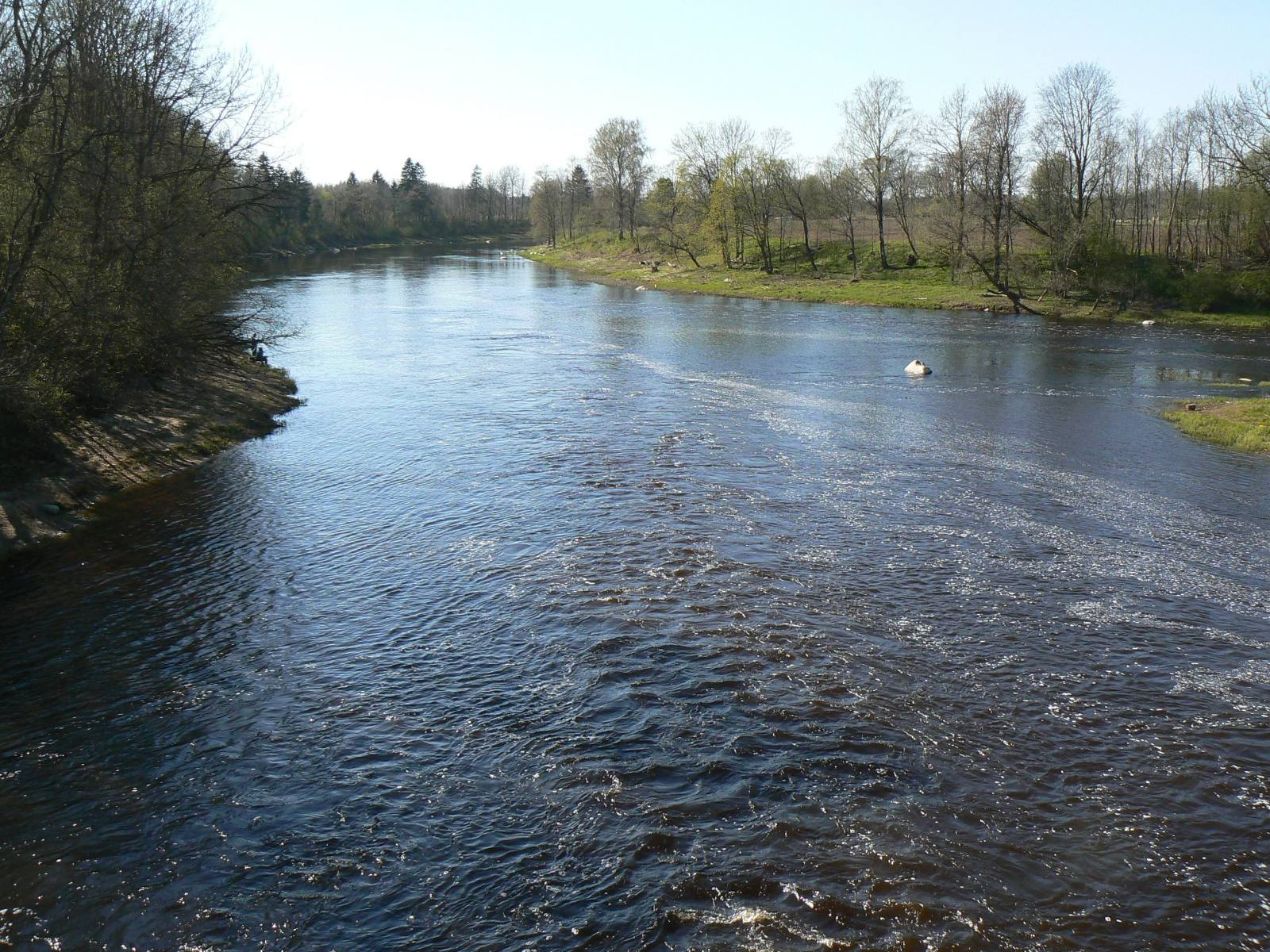
Mouth of Navesti into Pärnu River.